# Zastupitelstvo Jihomoravského kraje
Zastupitelstvo Jihomoravského kraje je přímo volený orgán krajské samosprávy. Na základě zákona o krajích má jakožto zastupitelstvo kraje s více než 900 000 obyvateli 65 členů. Sídlí stejně jako Krajský úřad Jihomoravského kraje na Žerotínově náměstí v Brně.
Ve funkčním období 2012–2016 v něm zasedalo pět politických uskupení: ČSSD, KDU-ČSL, KSČM, ODS, TOP 09 a Starostové pro Jihomoravský kraj. Po volbách v roce 2016 se do krajského zastupitelstva dostalo už devět subjektů: ANO, KDU-ČSL, ČSSD, KSČM, ODS, TOP 09 s podporou starostů a „Žít Brno“, Starostové pro Jižní Moravu, Koalice Svoboda a přímá demokracie – Tomio Okamura (SPD) a Strana Práv Občanů, Zelení a Piráti.
Koalici po volbách 2020 tvořily KDU-ČSL, Piráti, ODS a hnutí STAN.

## Rada Jihomoravského kraje 2020–2024
| Portfej           | Člen rady                | Strana  | Kompetence                                  |
| ----------------- | ------------------------ | ------- | ------------------------------------------- |
| Hejtman           | Jan Grolich              | KDU-ČSL | finance a sport                             |
| Náměstek hejtmana | Lukáš Dubec              | Piráti  | životní prostředí, participace a otevřenost |
| Náměstek hejtmana | Jiří Crha                | ODS     | doprava                                     |
| Náměstek hejtmana | František Lukl           | STAN    | kultura a cestovní ruch                     |
| Náměstek hejtmana | Jan Zámečník             | KDU-ČSL | regionální rozvoj                           |
| Člen rady         | Vladimír Šmerda          | ODS     | investice, infrastruktura a majetek kraje   |
| Člen rady         | Karel Podzimek           | ODS     | zdravotnictví                               |
| Členka rady       | Jana Holomčík Leitnerová | Piráti  | sociální a rodinná politika                 |
| Člen rady         | Martin Maleček           | SOL     | územní plánování                            |
| Člen rady         | Jiří Hlavenka            | Piráti  | věda, výzkum, inovace a IT                  |
| Člen rady         | Karel Jurka              | ODS     | vzdělávání                                  |

V letech 2020 až 2023 byl náměstkem hejtmana pro oblast vzdělávání, zdravotnictví a strategii chytrého regionu za ODS Jiří Nantl, ten však na svou funkci v červnu 2023 rezignoval. Novým náměstkem hejtmana se stal Jiří Crha, který byl do té doby radním pro dopravu (gesce mu zůstala). Na uvolněné místo člena rady usedl Karel Podzimek, který dostal na starosti zdravotnictví. Agenda vzdělávání byla v krajské radě svěřena Karlu Jurkovi. Ten do té doby řídil krajský výbor pro národnostní menšiny, kde jej nahradil Jiří Kasala, čímž se uvolnilo místo v radě. Oblast cestovního ruchu, kterou měl v gesci právě Kasala, připadla zpět Františku Luklovi, který řídil pouze kulturu.

## Složení zastupitelstva 2020–2024

### Výsledky voleb v roce 2020
| Získané hlasy | Získané hlasy | Získané hlasy | Získané hlasy | Získané hlasy |
| ------------- | ------------- | ------------- | ------------- | ------------- |
| strana        |               |               |               | %             |
| ANO           | ANO           |               | 19,8          | 19,8          |
| KDU-ČSL       | KDU-ČSL       |               | 15,5          | 15,5          |
| Piráti        | Piráti        |               | 13,8          | 13,8          |
| ODS           | ODS           |               | 12,8          | 12,8          |
| STAN+SOL      | STAN+SOL      |               | 10,4          | 10,4          |
| TOP 09+Zelení | TOP 09+Zelení |               | 6,6           | 6,6           |
| SPD           | SPD           |               | 6,3           | 6,3           |
| ČSSD          | ČSSD          |               | 5,7           | 5,7           |

I přes vítězství ve volbách nakonec skončilo hnutí ANO v opozici. Vládní koalici vytvořila KDU-ČSL, Piráti, ODS a Starostové pro jižní Moravu (STAN, SOL). Hejtmanem se stal Jan Grolich z KDU-ČSL.
| Strana / koalice | Strana / koalice                   | Strana / koalice                   | Hlasy  | Hlasy   | Hlasy  | Mandáty | Mandáty | Volební lídr          |
| Strana / koalice | Strana / koalice                   | Strana / koalice                   | Počet  | %       | +/−    | Počet   | +/−     | Volební lídr          |
| ---------------- | ---------------------------------- | ---------------------------------- | ------ | ------- | ------ | ------- | ------- | --------------------- |
|                  | ANO 2011                           | ANO 2011                           | 71 712 | 19,76 % | ▼ 1,1% | 15      | ▬ 0     | Bohumil Šimek (ANO)   |
|                  | KDU-ČSL                            | KDU-ČSL                            | 56 423 | 15,54 % | ▼ 0,4% | 11      | ▬ 0     | Jan Grolich (KDU-ČSL) |
|                  | Česká pirátská strana              | Česká pirátská strana              | 50 103 | 13,80 % | ▲ 8,7% | 10      | ▲ 9     | Lukáš Dubec (Piráti)  |
|                  | Občanská demokratická strana       | Občanská demokratická strana       | 46 342 | 12,77 % | ▲ 4,7% | 9       | ▲ 3     | Jiří Nantl (ODS)      |
|                  | Starostové pro jižní Moravu        | Starostové pro jižní Moravu        | 24 650 | 10,40 % | ▲ 4,2% | 7       | ▲ 4     | František Lukl (STAN) |
|                  | Starostové a nezávislí             | 6                                  | 24 650 | 10,40 % | ▲ 4,2% | +3      |         | František Lukl (STAN) |
|                  | Hnutí SOL                          | 1                                  | 24 650 | 10,40 % | ▲ 4,2% | +1      |         | František Lukl (STAN) |
|                  | Spolu pro Moravu                   | Spolu pro Moravu                   | 24 039 | 6,62 %  | ▬ 0%   | 5       | ▬ 0     | Jan Vitula (TOP 09)   |
|                  | TOP 09                             | 4                                  | 24 039 | 6,62 %  | ▬ 0%   | +1      |         | Jan Vitula (TOP 09)   |
|                  | Strana zelených                    | 1                                  | 24 039 | 6,62 %  | ▬ 0%   | -1      |         | Jan Vitula (TOP 09)   |
|                  | Svoboda a přímá demokracie         | Svoboda a přímá demokracie         | 22 700 | 6,25 %  | ▲ 0,6% | 4       | ▲ 2     | Jan Hrnčíř (SPD)      |
|                  | Česká strana sociálně demokratická | Česká strana sociálně demokratická | 20 582 | 5,67 %  | ▼ 9,8% | 4       | ▼ 7     | Marek Šlapal (ČSSD)   |

## Složení zastupitelstva 2016–2020

### Výsledky voleb v roce 2016
Vítězné hnutí ANO utvořilo koalici s ČSSD, TOP 09 s podporou starostů a "Žít Brno" a uskupením "Starostové pro Jižní Moravu" (tj. STAN a SOM). Hejtmanem se stal Bohumil Šimek za ANO.
| # | Strany a koalice | Výsledek (procenta/PM)   | Trend | Volební lídr                    |
| - | --- | ------------------------ | ----- | ------------------------------- |
|   | ANO 2011 | 20,84 % / 15 zastupitelů | ▲+15  | Bohumil Šimek (nestr. za ANO)   |
|   | Křesťanská a demokratická unie – Československá strana lidová                                                                                         | 15,94 % / 11 zastupitelů | ▼-3   | Roman Celý (KDU-ČSL)            |
|   | Česká strana sociálně demokratická | 15,49 % / 11 zastupitelů | ▼-12  | Michal Hašek (ČSSD)             |
|   | Komunistická strana Čech a Moravy | 9,69 % / 7 zastupitelů   | ▼-9   | Ivo Pojezný (KSČM)              |
|   | Občanská demokratická strana | 8,07 % / 6 zastupitelů   | ▼-1   | Jiří Crha (ODS)                 |
|   | TOP 09 s podporou starostů a "Žít Brno" - TOP 09 - „Žít Brno“                                                                                         | 6,67 % / 4 zastupitelé   | ▼-1   | Jan Vitula (TOP 09)             |
|   | Starostové pro jižní Moravu - Starostové a nezávislí - Starostové a osobnosti pro Moravu                                                              | 6,21 % / 4 zastupitelé   | ▲+4   | Martin Maleček (nestr. za STAN) |
|   | Koalice Svoboda a přímá demokracie – Tomio Okamura (SPD) a Strana Práv Občanů - Svoboda a přímá demokracie - Tomio Okamura (SPD) - Strana Práv Občanů | 5,66 % / 4 zastupitelé   | ▲+4   | Jan Hrnčíř (SPD)                |
|   | Zelení a Piráti - Strana zelených - Česká pirátská strana                                                                                             | 5,11 % / 3 zastupitelé   | ▲+3   | Jiří Hlavenka (nestr. za SZ)    |

## Složení zastupitelstva 2012–2016
Vítězná ČSSD pokračovala ve vládě s KDU-ČSL. Hejtmanem zůstal Michal Hašek z ČSSD. Volební účast byla 38 %.

### Výsledky voleb v roce 2012
| # | Strany a koalice                                              | Výsledek (procenta/PM)   | Trend |
| - | ------------------------------------------------------------- | ------------------------ | ----- |
|   | Česká strana sociálně demokratická                            | 27,01 % / 23 zastupitelů | ▼-3   |
|   | Komunistická strana Čech a Moravy                             | 18,65 % / 16 zastupitelů | ▲+6   |
|   | Křesťanská a demokratická unie – Československá strana lidová | 17,03 % / 14 zastupitelů | ▼-4   |
|   | Občanská demokratická strana                                  | 9,21 % / 7 zastupitelů   | ▼-4   |
|   | TOP 09 a Starostové a nezávislí pro Jihomoravský kraj         | 5,86 % / 5 zastupitelé   | ▲+5   |

## Složení zastupitelstva 2008–2012
Vítězná ČSSD složila radu kraje s ODS. Hejtmanem se stal Michal Hašek z ČSSD. Volební účast byla 41 %. Koalice se ale nakonec rozpadla a ODS v radě nahradila KDU-ČSL.

### Výsledky voleb v roce 2008
| # | Strany a koalice                                              | Výsledek (procenta/PM)   | Trend |
| - | ------------------------------------------------------------- | ------------------------ | ----- |
|   | Česká strana sociálně demokratická                            | 34,84 % / 26 zastupitelů | ▲+17  |
|   | Křesťanská a demokratická unie – Československá strana lidová | 23,89 % / 18 zastupitelů | ▼-2   |
|   | Občanská demokratická strana                                  | 15,88 % / 11 zastupitelů | ▼-8   |
|   | Komunistická strana Čech a Moravy                             | 14,41 % / 10 zastupitelů | ▼-4   |

## Složení zastupitelstva 2004–2008
Vítězná KDU-ČSL pokračovala ve spolupráci s ODS z předchozího volebního období. Hejtmanem zůstal Stanislav Juránek z KDU-ČSL. Volební účast byla 30 %.

### Výsledky voleb v roce 2004
| # | Strany a koalice                                              | Výsledek (procenta/PM)   | Trend |
| - | ------------------------------------------------------------- | ------------------------ | ----- |
|   | Křesťanská a demokratická unie – Československá strana lidová | 26,18 % / 20 zastupitelů | ▼-3   |
|   | Občanská demokratická strana                                  | 25,80 % / 19 zastupitelů | ▲+6   |
|   | Komunistická strana Čech a Moravy                             | 19,14 % / 14 zastupitelů | ▼-1   |
|   | Česká strana sociálně demokratická                            | 11,93 % / 9 zastupitelů  | ±0    |
|   | Zelená pro Moravu (SZ a LiRA)                                 | 5,08 % / 3 zastupitelé   | ▲+3   |

## Složení zastupitelstva 2000–2004
Vítězná Čtyřkoalice (KDU-ČSL, US, DEU, ODA) se dohodla jako ve většině krajů na spolupráci s ODS. Hejtmanem se stal Stanislav Juránek z KDU-ČSL. Volební účast byla 35 %.

### Výsledky voleb v roce 2000
| # | Strany a koalice                   | Výsledek (procenta/PM)   | Trend |
| - | ---------------------------------- | ------------------------ | ----- |
|   | Čtyřkoalice                        | 31,94 % / 23 zastupitelů | ▲+23  |
|   | Komunistická strana Čech a Moravy  | 20,18 % / 15 zastupitelů | ▲+15  |
|   | Občanská demokratická strana       | 18,22 % / 13 zastupitelů | ▲+13  |
|   | Česká strana sociálně demokratická | 13,45 % / 9 zastupitelů  | ▲+9   |
|   | Nestraníci pro Moravu              | 12,93 % / 6 zastupitelů  | ▲+6   |

## Volební historie

#### Volby 2000
| 15   | 9    | 11      | 2   | 2   | 8  | 13  |
| KSČM | ČSSD | KDU-ČSL | DEU | ODA | US | ODS |

#### Volby 2004
| 14   | 9    | 2  | 1    | 20      | 19  |
| KSČM | ČSSD | SZ | LiRA | KDU-ČSL | ODS |

#### Volby 2008
| 10   | 26   | 18      | 11  |
| KSČM | ČSSD | KDU-ČSL | ODS |

#### Volby 2012
| 16   | 23   | 1    | 14      | 4      | 7   |
| KSČM | ČSSD | STAN | KDU-ČSL | TOP 09 | ODS |

#### Volby 2016
| 7    | 2   | 11   | 15  | 1      | 2  | 1   | 1   | 3    | 11      | 3      | 6   | 2   |
| KSČM | SPO | ČSSD | ANO | Piráti | SZ | ŽTB | SOM | STAN | KDU-ČSL | TOP 09 | ODS | SPD |

#### Volby 2020
| 4    | 15  | 10     | 1      | 1   | 6    | 11      | 4      | 9   | 4   |
| ČSSD | ANO | Piráti | Zelení | SOL | STAN | KDU-ČSL | TOP 09 | ODS | SPD |